# 21-Krone-7
[21]Krone-7 ist eine organische Verbindung aus der Stoffgruppe der Kronenether.

## Herstellung
Größere Kronenether inklusive [21]Krone-7 können in einer modifizierten Williamson-Ethersynthese hergestellt werden, beispielsweise aus einem Diol und einem Ditosylat, wobei eine große Verdünnung bei der Reaktion nicht nötig ist. So kann [21]Krone-7 hergestellt werden, indem Tetraethylenglycol mit Triethylenglycolditosylat und Kalium-tert-butanolat in Tetrahydrofuran umgesetzt wird. Eine andere Möglichkeit ist die Reaktion von Bis(2-chlorethoxy)ethan mit Tetraethylenglycol und Kaliumhydroxid unter Einwirkung von Mikrowellenstrahlung.

## Eigenschaften und Reaktionen
Unter den Erdalkalimetallen komplexiert [21]Krone-7 bevorzugt Radium. Barium und Strontium werden weniger gut und Calcium praktisch gar nicht komplexiert. [21]Krone-7 bildet stabile Komplexe mit Nitraten von Lanthanoiden. In den meisten Fällen haben die erhaltenen Komplexe eine Stöchiometrie von 4:3, also vier Formeleinheiten des Nitrat-Salzes und drei Moleküle Kronenether. Die besten Ausbeuten an Komplex werden mit Neodym(III)-nitrat und Lanthan(III)-nitrat erhalten. Bei der Umsetzung mit Tropylium-Tetrafluoroborat können auch Tropyliumionen komplexiert werden.
[21]Krone-7 kann als cyclische Komponente zur Herstellung eines Rotaxans dienen. Dabei wird zunächst Dipropargylammonium-Tetrafluoroborat in Gegenwart von Silicagel mit dem Kronenether umgesetzt. Das Zwischenprodukt wird anschließend in einer Kugelmühle mit 1,2,4,5-Tetrazin umgesetzt, wodurch ein Rotaxan erhalten wird.

## Toxikologie
Kronenether wirken stark cytotoxisch, wobei die Wirkung von [21]Krone-7 im Vergleich mit [18]Krone-6 und [15]Krone-5 besonders hoch ist. Ergebnisse einer Studie zum Schwesterchromatidaustausch bei Säugetier-Zellen sprechen jedoch dafür, dass die Verbindung in Säugetieren nicht mutagen wirkt.